# Tate Decker
Tate Decker (* 21. Oktober 1977 in St. Louis, Missouri) ist ein US-amerikanischer Basketballspieler.
Der 2,09 m große und 111 kg schwere Center wechselte 2006 in die Basketball-Bundesliga zu Skyliners Frankfurt und schloss sich 2007 dem TBB Trier an.